# Horning
Horning è un antico villaggio e parrocchia civile in Inghilterra.
Esso copre un'area di of 11 km2 ed ha una popolazione di 1.033 abitanti.
Horning si trova sulla riva nord del Fiume Bure a sud del Fiume Thurne ed è situato nel Parco Nazionale The Broads.